# Trest smrti v Austrálii

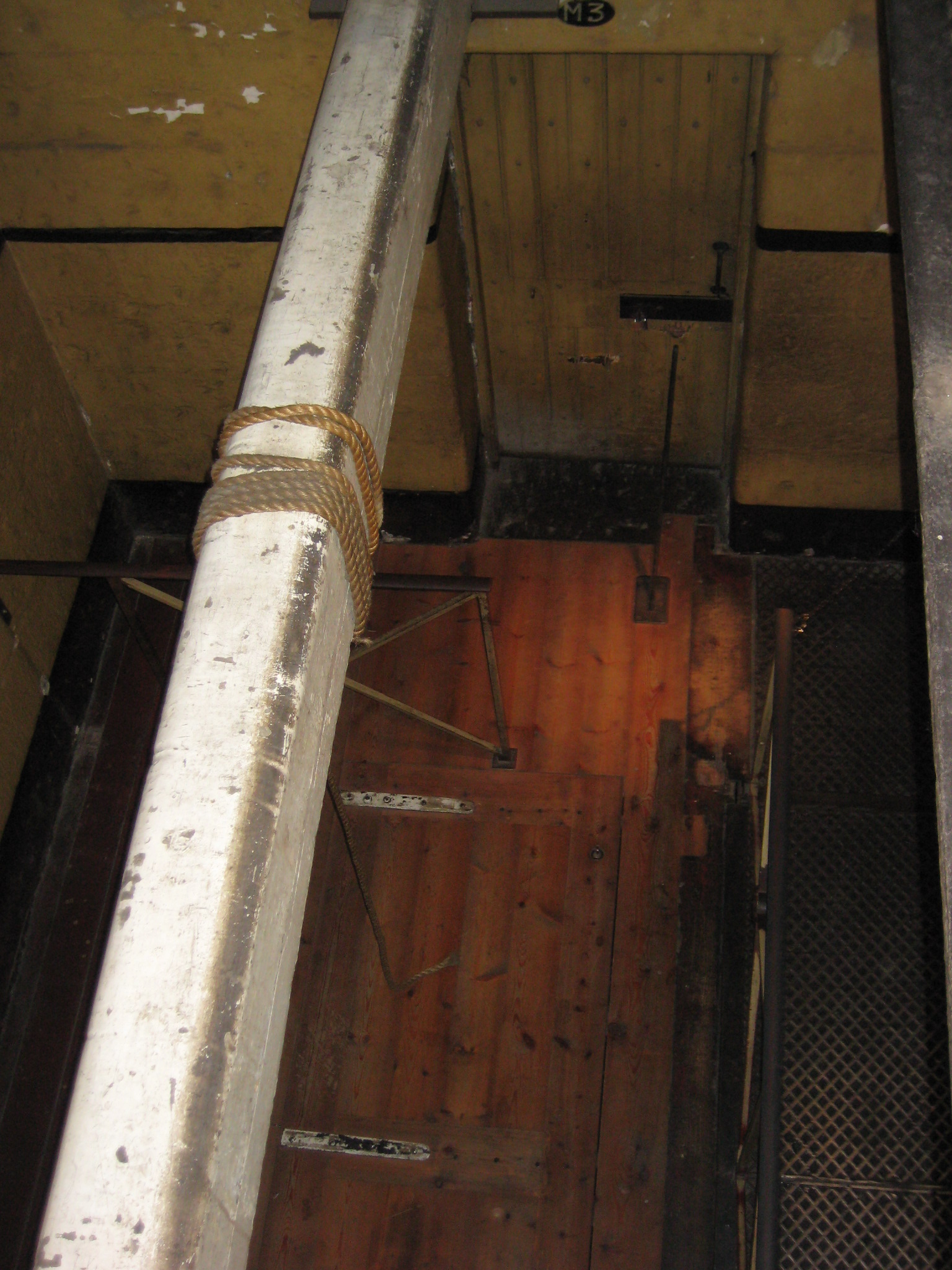
Šibenice v Old Melbourne Gaol

Trest smrti v Austrálii byl zrušen ve všech částech země. Queensland zrušil trest smrti v roce 1922, Tasmánie tak učinila v roce 1968. V roce 1973 zrušila trest smrti australská vláda. Tento zákaz se týkal Teritoria hlavního města Austrálie a Severního teritoria a také federálních zločinů. V roce 1975 zrušila trest smrti Victoria, v roce 1976 Jižní Austrálie a Západní Austrálie tak učinila roku 1984. Nový Jižní Wales zrušil trest smrti za vraždu již roku 1955. Za ostatní zločiny jej zrušil v roce 1985. V roce 2010 australský parlament schválil legislativní úpravu, která zakazuje znovuzavedení trestu smrti v kterémkoliv australském státě či teritoriu. Australské právo také zakazuje vydání nebo deportaci vězně do rukou jiné jurisdikce, pokud by mohl být odsouzen k trestu smrti za jakýkoliv zločin.
Poslední poprava v Austrálii byla vykonána v roce 1967, kdy byl ve Victorii oběšen Ronald Ryan. Od té doby do roku 1984 bylo k trestu smrti odsouzeno několik dalších lidí, ale jejich rozsudky byly změněny na trest odnětí svobody na doživotí. Poslední rozsudek smrti byl vynesen v srpnu 1984, kdy byla v Západní Austrálii k trestu smrti odsouzena Brenda Hodge.

## Historie
Tresty smrti byly vykonávány podle zvykového práva domorodců, a to buď přímo, nebo prostřednictvím čarodějnictví. V některých případech mohly být odsouzenému odepřeny zádušní obřady. První popravy provedené podle evropského práva byly vykonány v Západní Austrálii v roce 1629, kdy zde nizozemské úřady oběsily vzbouřence z lodi Batavia.
Trest smrti byl součástí právního systému Austrálie již od počátků britského osídlení. V průběhu 19. století patřily mezi hrdelní zločiny vloupání, krádež ovcí, padělání, sexuální útoky, vražda a zabití. Je také znám jeden případ, kdy byl člověk popraven za to, že byl „ilegálně na svobodě“. V 19. století bylo ročně v Austrálii popravováno přibližně 80 lidí.
Před vznikem federace si každá kolonie vytvořila vlastní trestní zákony s různou trestní sazbou.

### Commonwealth
V roce 1973 zákon Commonwealthu Austrálie O zrušení trestu smrti (Death Penalty Abolition Act 1973) zrušil trest smrti za federální přestupky. V § 3 bylo stanoveno, že zákon se vztahuje na jakýkoliv trestný čin proti zákonu Commonwealthu Austrálie, teritorií nebo podle říšského zákona. Ani před zavedením tohoto zákona nebyla v Austrálii vykonána žádná poprava podle zákonů australského Commonwealthu. Trest smrti byl zákonem z roku 1973 nahrazen doživotním vězením jako maximálním trestem. Dne 11. března 2010 schválil federální parlament zákony, které zabraňují opětovnému zavedení trestu smrti v kterémkoliv státu nebo teritoriu. Zároveň australské právo zakazuje vydání nebo deportaci vězně do rukou jiné jurisdikce, pokud by mohl být odsouzen k trestu smrti za jakýkoliv zločin.

### Nový Jižní Wales
Poslední poprava v Novém Jižním Walesu byla vykonána dne 24. srpna 1939, kdy byl oběšen John Trevor Kelly v nápravném středisku v Sydney  za vraždu Marjorie Constance Sommarlad. Nový Jižní Wales zrušil trest smrti za vraždu v roce 1955, ale až do roku 1985 jej zachoval pro trestné činy pirátství, vlastizrady a žhářství v námořních loděnicích. Nový Jižní Wales tak byl posledním australským státem, který formálně zrušil trest smrti za všechny zločiny.

### Victoria
K prvním popravám ve Victorii došlo v roce 1842, kdy byli oběšeni dva domorodí muži, Tunnerminnerwait a Maulboyheenner, za zabití dvou velrybářů. Posledním mužem popraveným ve Victorii byl Ronald Ryan, který byl popraven ve věznici Pentridge. Oběšen byl 3. února 1967 poté, co byl usvědčen ze zastřelení příslušníka vězeňské stráže během svého útěku z věznice Pentridge v roce 1965.
Victoria byla také posledním australským státem, kde byla popravena žena. Stalo se tak roku 1951, kdy byla oběšena Jean Lee za spolupachatelství vraždy. Popravena byla 19. února 1951 i se svými komplici. Ne všichni popravení ve Victorii byli vrahy. Například Albert McNamara byl v roce 1902 oběšen za žhářství, které vedlo ke smrti, David Bennett byl v roce 1932 oběšen poté, co byl usvědčen ze znásilnění čtyřleté dívky. Bennett byl posledním mužem v celé Austrálii, který byl pověšen za jiný trestný čin nežli vražda.
Ve věznici Pentridge se k výkonu poprav používala šibenice původně umístěná ve věznici Old Melbourne Goal. Tato šibenice byla použita ve všech deseti případech výkonu popravy ve věznici Pentridge (včetně jedné dvojnásobné popravy). Poté, co Victoria v roce 1975 zrušila trest smrti, byl trám i padací dveře umístěny do skladu. Trám byl opět instalován v Old Melbourne Gaol v srpnu 2000, nicméně padací dveře byly během jejich použití v Pentridge upraveny a do původního místa vráceny nebyly.

### Queensland
Od roku 1830 do roku 1913 bylo v oblasti Moreton Bay a Queenslandu oběšeno celkem 94 lidí. Posledním oběšeným byl Ernest Austin, který byl popraven 22. září 1913 za znásilnění a vraždu 11leté Ivy Mitchell. Jako jediná žena byla v Queenslandu oběšena Ellen Thompson. Popravena byla 13. června 1887 po boku svého milence Johna Harrisona za vraždu svého manžela.
Queensland zrušil trest smrti roku 1922 a stal se tak prvním územím britského Commonwealthu, které trest smrti zrušilo.

### Západní Austrálie

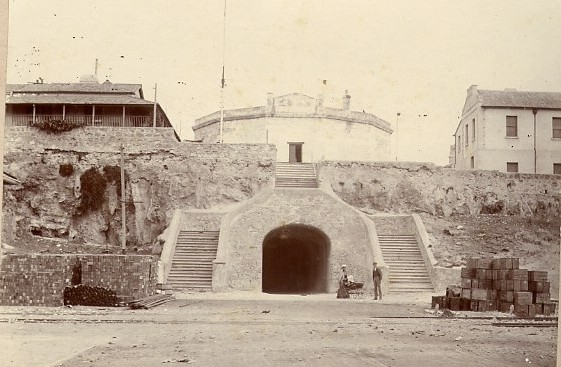
John Gavin byl oběšen před Frešmantle Round House

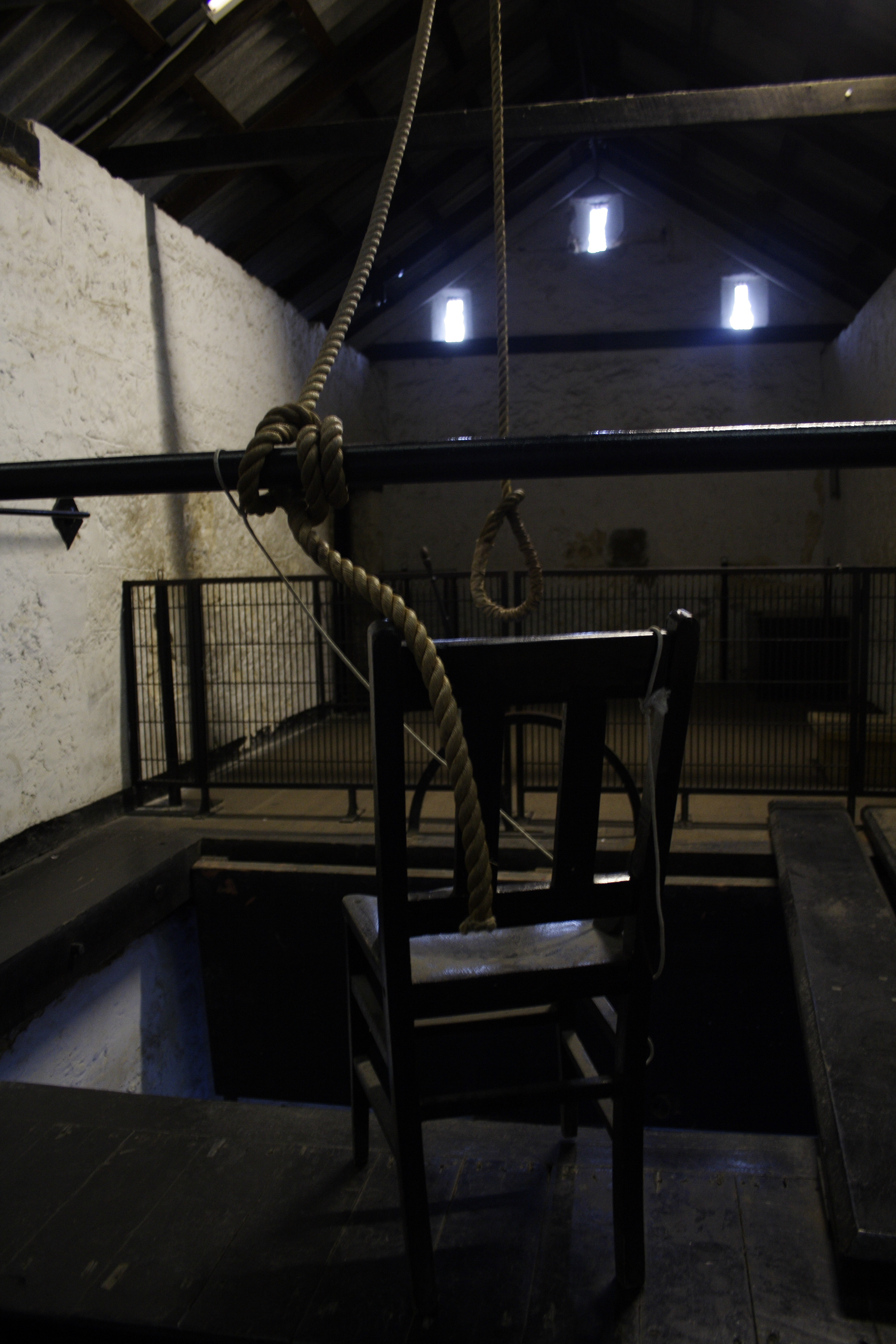
Šibenice ve věznici Fremantle, která byla naposledy použita roku 1964

V Západní Austrálii byly první legální popravy vykonány podle nizozemského práva Sjednocené východoindické společnosti. První popravy byly vykonány na Long Islandu v Houtman Abrolhos (nedaleko Geraldtonu), kdy zde byl oběšen Jeronimus Corneliszoon a dalších šest mužů za účast na vraždě 125 mužů, žen a dětí. K popravám došlo dne 2. října 1629.
Po britské kolonizaci byly mezi lety 1833 až 1855 na různých místech, často v oblastech, kde došlo k trestnému činu, vykonávány popravy oběšením nebo zastřelením popravčí četou. Dokonce i s výstavbou nové věznice Perth Gaol v roce 1855, která se stala hlavním místem provádění poprav, byly některé popravy až do roku 1900 i nadále vykonávány v různých venkovských oblastech. V roce 1886 byla věznice ve Fremantle předána koloniální vládě jako hlavní věznice této kolonie. Od roku 1889 zde bylo oběšeno 43 mužů a jedna žena, Martha Rendell.
Jako první byl podle britského práva dne 22. května 1833 zastřelen Midgegooroo. Během popravy byl připoután ke dveřím původní perthské věznice. Prvním britským osadníkem popraveným v Západní Austrálii byl John Gavin, který byl oběšen roku 1844 ve Fremantle Round House ve věku patnácti let za vraždu. První ženou popravenou v Západní Austrálii byla Bridget Larkin, která byla roku 1855 odsouzena za vraždu Johna Hurforda.
Jako poslední byl popraven Eric Edgar Cooke. Odsouzen byl za jednu vraždu, ale důkazy i jeho přiznání naznačovaly, že jich spáchal více. Popraven byl ve věznici Fremantle 26. října 1964. Poslední rozsudek smrti v tomto australském státě byl vynesen v roce 1984. Odsouzené vražedkyni Brendě Hodge byl trest smrti změněn na trest odnětí svobody na doživotí.
Formálně byl trest smrti v Západní Austrálii zrušen roku 1984.

### Jižní Austrálie
Ve věznici Adelaide Gaol bylo popraveno 44 odsouzenců. Prvním byl dne 18. listopadu 1840 Joseph Stagg, posledním pak vrah a násilník Glen Sabre Valance, který byl oběšen 24. listopadu 1964. Tři popravy byly vykonány ve věznici Mount Gambler Gaol, pět ve venkovských oblastech mimo Port Lincoln, tři ve Franklin Harbor, jedna ve Streaky Bay a dvě ve Fowler's Bay.
Dva muži z domorodého kmene Ngarrindjeri byli oběšeni 22. srpna 1840. Jejich poprava byla kontroverzní, neboť byli popraveni po válečném soudu, který vedl policejní komisař Thomas Shuldham O'Halloran na příkaz guvernéra George Gawlera. Muži byli shledáni vinnými z vraždy 25 lidí, kteří přežili ztroskotáni lodi Maria.
Jedinou ženou popravenou podle jihoaustralského práva byla Elizabeth Woolcock, která byla oběšena 30. prosince 1873. Její tělo nebylo vydáno rodině a byla pohřbena mezi vnitřní a vnější zdí věznice. Její hrob byl označen číslem a datem popravy.
Na konci 50. let 20. století proslul Don Dunstan svou kampaní proti trestu smrti, ke kterému byl odsouzen Max Stuart, odsouzený za znásilnění a vraždu dívky. Don Dunstan se tak postavil proti tehdejšímu premiérovi Thomasi Playfordu IV. V roce 1976 za premiéra Dona Dunstana byl přijat zákon o konsolidaci trestního práva (Criminal Law Consolidation Act 1935 (SA). Tím byl zrušen trest smrti a nahrazen byl trestem odnětí svobody na doživotí.

### Tasmánie
V raných dobách koloniální nadvlády byla Tasmánie, tehdy známá jako Van Diemenova země, cílem trestních transportů. V roce 1830 byla odsouzena k trestu smrti a následné pitvě Mary McLauchlan za vraždu tří novorozenců. Stala se tak první ženou, která byla v Tasmánii oběšena. Poslední poprava byla v Tasmánii vykonána dne 14. února 1946. Tehdy byl oběšen sériový násilník a vrah Frederick Thompson za vraždu osmileté Evelyn Maughan. Trest smrti byl v Tasmánii zrušen roku 1968.

### Teritorium hlavního města Austrálie

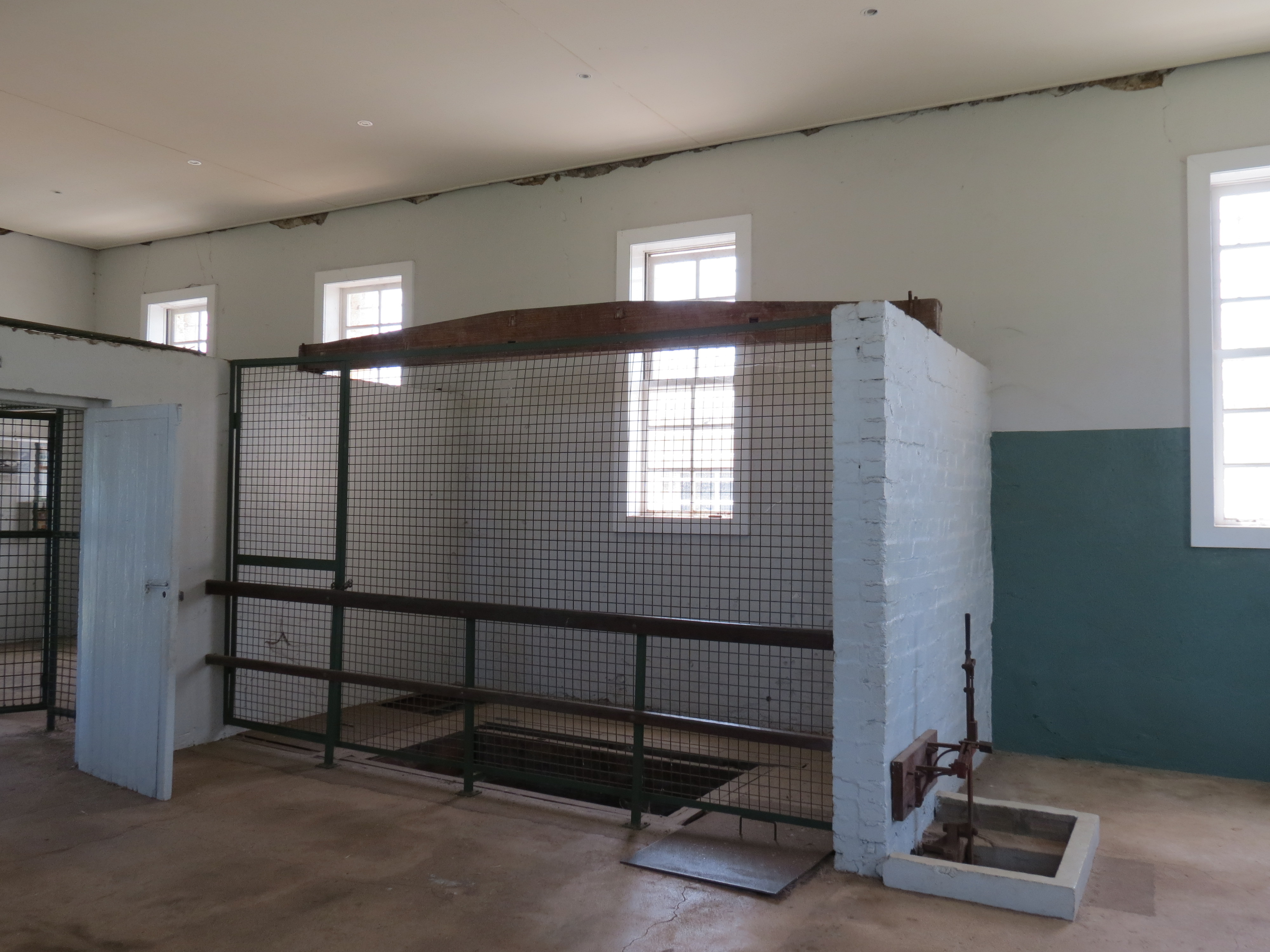
Bývalá šibenice ve věznici Fannie Bay Gaol

V Teritoriu hlavního města Austrálie byl trest smrti zrušen roku 1973 federální legislativou. Do té doby nebyly v tomto teritoriu provedeny žádné popravy.

### Severní teritorium
V letech 1893 až 1952 bylo v Severním teritoriu popraveno devět lidí. Sedm z nich bylo popraveno ve věznici Fannie Bay Gaol, další dvě proběhly poblíž místa, kde došlo ke zločinu. Poslední poprava zde byla vykonána dne 8. srpna 1952, kdy byli oběšeni dva odsouzenci. Trest smrti byl v Severním teritoriu zrušen roku 1973 na základě federálního zákona.

## Veřejné mínění
V jednotlivých australských státech a teritoriích byl trest smrti rušen v průběhu 20. století. Navzdory zákazu, průzkumy veřejného mínění ukázaly různou podporu pro znovuzavedení trestu smrti. Poté, co byla odsouzena Lindy Chamberlain za vraždu svého dítěte, vzrostl počet lidí, kteří pro ni žádali trest smrti. Jelikož byla odsouzena neprávem, bylo její odsouzení zrušeno, což vedlo ke krátkodobému poklesu podpory trestu smrti. Průzkum The Bulletin z roku 2005 ukázal, že většina Australanů podporovala trest smrti. Volební průzkum Australské národní univerzity z roku 2007 zjistil, že 44 % respondentů bylo pro znovuzavedení trestu smrti. S jeho znovuzavedením nesouhlasilo 38 % dotázaných.
Příležitostně se otázce trestu smrti věnují média. Většina případů, kdy se v médiích objevuje trest smrti, se týká současných případů vražd, znásilnění či terorismu, kterým se dostalo značné mediální pozornosti. Při různých příležitostech média a veřejnost vyjádřily podporu trestu smrti za nejohavnější zločiny, včetně masových vražd jako byl případ vražd baťůžkářů, které zavraždil Ivan Milat nebo krveprolití v Bryant Port Arthuru, při kterém bylo zabito 45 lidí. Nicméně žádná veřejně známá osoba významného postavení nebo vlivu nevyjádřila od poslední vykonané popravy v roce 1967 podporu znovuzavedení trestu smrti.